# جان بابتيست ماري بييري
جان بابتيست ماري بييري (بالفرنسية: Jean-Baptiste Marie Pierre)‏ وهو رسام فرنسي ولد في يوم 6 مارس 1714 في مدينة باريس عاصمة فرنسا وتلقى تعليمه في الرسم على يد تشارلز جوزيف ناتوير وتوفي في يوم 15 مايو 1789 في باريس.

## لوحات

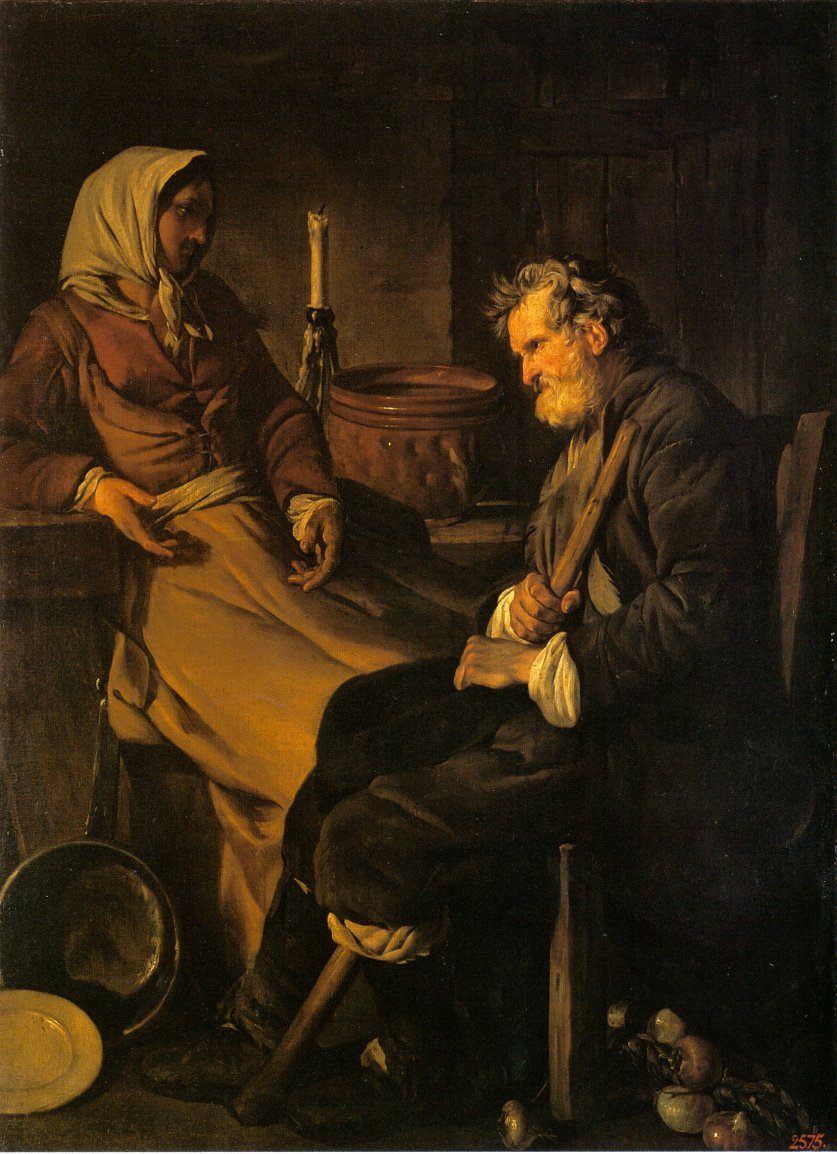
Old man in a kitchen (c. 1745) قصر الشتاء, سانت بطرسبرغ.
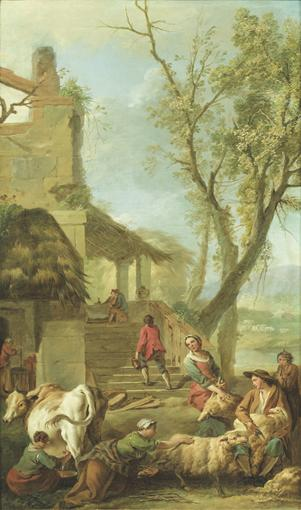
The Seasons (1749) Musée historique lorrain, Nancy.
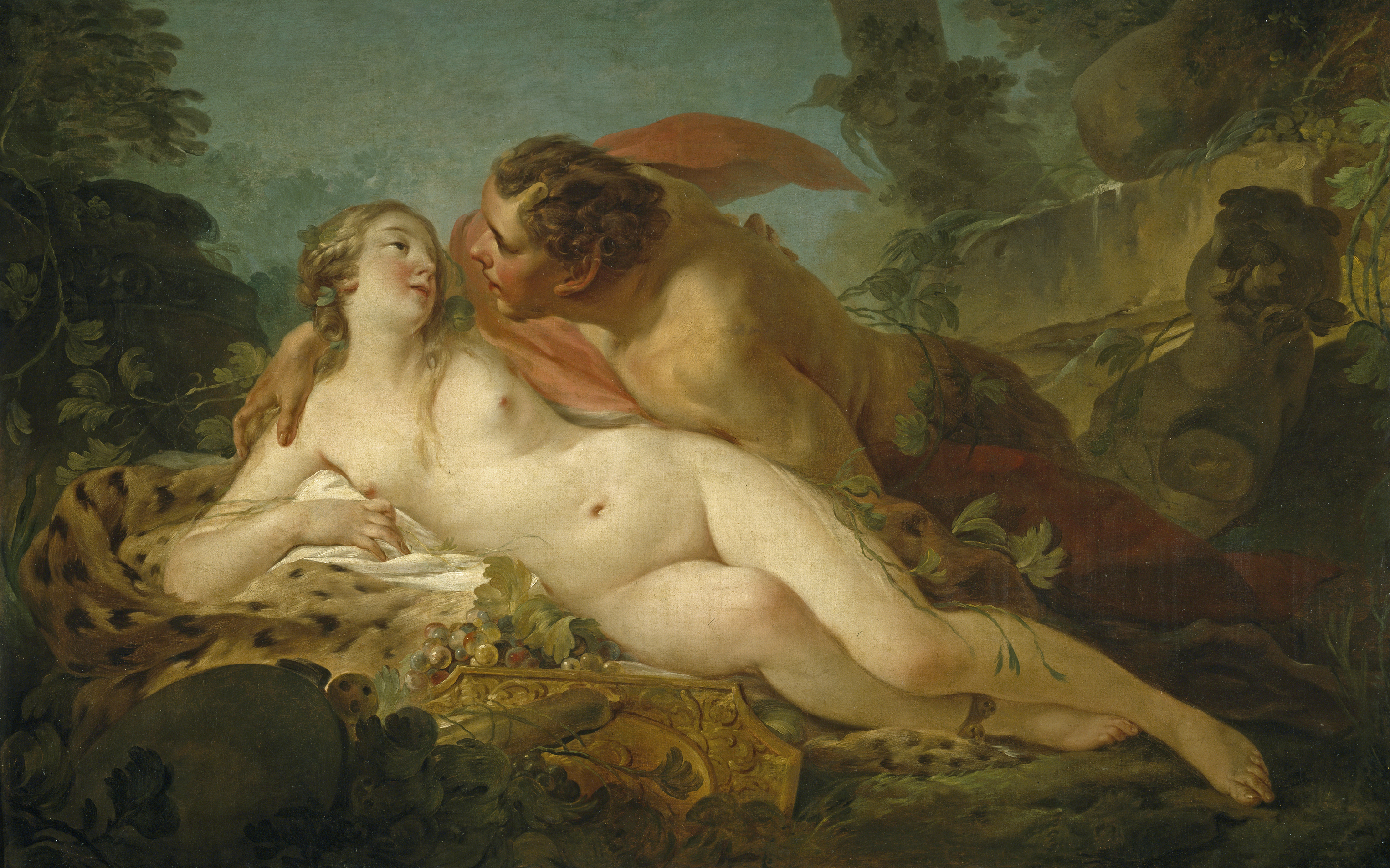
يوبيتر and Antiope متحف ديل برادو, مدريد.
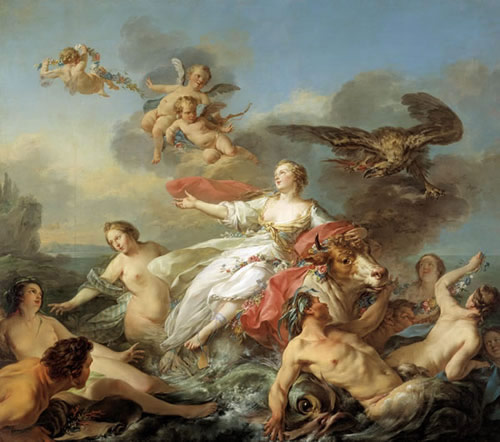
The Rape of أوروبا (ميثولوجيا) (1750) متحف الفن في دالاس.